# Колодий, Владимир Васильевич
Владимир Васильевич Колодий (укр. Колодій Володимир Васильович; род. 9 апреля 1944, Львов) — советский футболист, нападающий.

## Биография
Начал играть во Львове в 1963 году за местный армейский клуб из класса «Б». В 1964 году клуб добился наивысшего своего достижения, выхода в 1/4 Кубка СССР, причём Колодий в этом розыгрыше забил три гола: дубль в ворота могилёвского «Спартака» и гол тернопольскому «Авангарду». В 1965 году СКА оформил путёвку классом выше, во вторую группу класса «А». На этом уровне в 1967 году Колодий сделал хет-трик в ворота тульского «Металлурга».
В 1968 году вместе с одноклубником Марьяном Плахетко перешёл в ЦСКА. Провёл три матча в высшей лиге и два матча в Кубке СССР в июне — июле 1968 года. В 1969 году вернулся в СКА, откуда в 1971 году перешёл в полтавский «Строитель», через два года переименованный в «Колос». После чего снова вернулся в Львов, в клуб КФК «Сокол».

## Статистика
| Клуб             | Див              | Сезон            | Чемпионат | Чемпионат | Кубки | Кубки | Итого | Итого |
| Клуб             | Див              | Сезон            | Игры      | Голы      | Игры  | Голы  | Игры  | Голы  |
| ---------------- | ---------------- | ---------------- | --------- | --------- | ----- | ----- | ----- | ----- |
| СКА Львов        | В                | 1963             | ?         | 1         | 0     | 0     | ?     | 1     |
| СКА Львов        | В                | 1964             | 21        | 3         | 2     | 3     | 23    | 6     |
| СКА Львов        | В                | 1965             | 32        | 13        | 0     | 0     | 32    | 13    |
| СКА Львов        | Б                | 1966             | 26        | 3         | 0     | 0     | 26    | 3     |
| СКА Львов        | Б                | 1967             | 29        | 5         | 0     | 0     | 29    | 5     |
| СКА Львов        | Б                | 1968             | 13        | 0         | 0     | 0     | 13    | 0     |
| СКА Львов        | Итого            | Итого            | 121+      | 25        | 2     | 3     | 123+  | 28    |
| ЦСКА             | A                | 1968             | 3         | 0         | 2     | 0     | 5     | 0     |
| ЦСКА             | Итого            | Итого            | 3         | 0         | 2     | 0     | 5     | 0     |
| СКА Львов        | Б                | 1969             | 41        | 8         | 0     | 0     | 41    | 8     |
| СКА Львов        | В                | 1970             | ?         | 2         | 0     | 0     | ?     | 2     |
| СКА Львов        | Итого            | Итого            | 41+       | 10        | 0     | 0     | 41+   | 10    |
| Колос Полтава    | В                | 1971             | ?         | 9         | 0     | 0     | ?     | 9     |
| Колос Полтава    | В                | 1972             | ?         | 6         | 0     | 0     | ?     | 6     |
| Колос Полтава    | В                | 1973             | 12        | 1         | 0     | 0     | 12    | 1     |
| Колос Полтава    | Итого            | Итого            | 12+       | 16        | 0     | 0     | 12+   | 16    |
| Всего за карьеру | Всего за карьеру | Всего за карьеру | 177+      | 51        | 4     | 3     | 181+  | 54    |

## Достижения
- Мастер спорта СССР[5]